# 布爾漢丁烏帕齊拉
布爾漢丁乌帕齐拉是孟加拉国波拉縣的一个乌帕齐拉，位於巴里薩爾专区的波拉縣。。

## 人口
據1991年孟加拉國人口普查，布爾漢丁共有戶數37,413戶，人口208,478人。其中男性佔比51.13%，女性佔比48.87%；成年人口94,581人。該地7歲以上人口之平均識字率為21.2%，低於全國平均值（32.4%）。